# Lauromacromia bedei
Lauromacromia bedei là loài chuồn chuồn trong họ Synthemistidae. Loài này được Machado mô tả khoa học đầu tiên năm 2005.